# 경북일고등학교
경북일고등학교(慶北一高等學校)는 대한민국 경상북도 예천군 호명읍 산합리에 있는 공립 고등학교이다.

## 학교 연혁
- 1954년 6월 13일 : 감천중학교 개교(3학급)
- 1976년 3월 1일 : 감천고등학교 개교(6학급)
- 2013년 7월 1일 : 경북도청 신도시 고등학교 신설 계획
- 2015년 8월 21일 : 감천고등학교(가칭 호명고) 이전 예고
- 2016년 3월 25일 : 호명고등학교(가칭) 교사 신축 착공(27학급 인가)
- 2017년 11월 19일 : 호명고등학교(가칭) 교사 신축 춘공
- 2017년 12월 27일 : 경북일고등학교 교명 확정
- 2018년 2월 27일 : 생활관(기숙사) 준공
- 2018년 3월 1일 : 경북일고등학교 신축 · 이전 개교
- 2018년 3월 1일 : 경북일고 초대 윤일영 교장 취임
- 2018년 3월 2일 : 교기 창단(남자 양궁)
- 2019년 3월 1일 : 교육부 요청 고교학점제 연구학교 지정
- 2023년 3월 10일 : 양궁훈련장 준공
- 2023년 9월 1일 : 제3대 김승태 교장 취임
- 2024년 1월 31일 : 졸업식(경북일고 제6회 졸업생 173명, 총 졸업생 2,836명)
- 2024년 3월 4일 : 2024학년도 입학식(신입생 201명 입학)

## 참고 자료
- 경북일고등학교 - 한국교육학술정보원 학교알리미